# پرسی بردلی
پرسی بردلی (انگلیسی: Percy Bradley; ۲۵ اوت ۱۸۸۷ – ۱۹۶۷ (۷۹−۸۰ سال)) بازیکن فوتبال بود.
از باشگاه‌هایی که در آن بازی کرده‌است می‌توان به باشگاه فوتبال گریمزبی تاون اشاره کرد.